# Espills de prínceps
Els espills de prínceps (en llatí specula principum) van formar un gènere de literatura política típic de l'edat mitjana que va perdurar fins al Renaixement i com indica el seu nom, aquests tractats es presentaven com un mirall que reflecteix la imatge del rei perfecte. Hi ha tractats polítics anteriors i posteriors però no reben aquest nom.

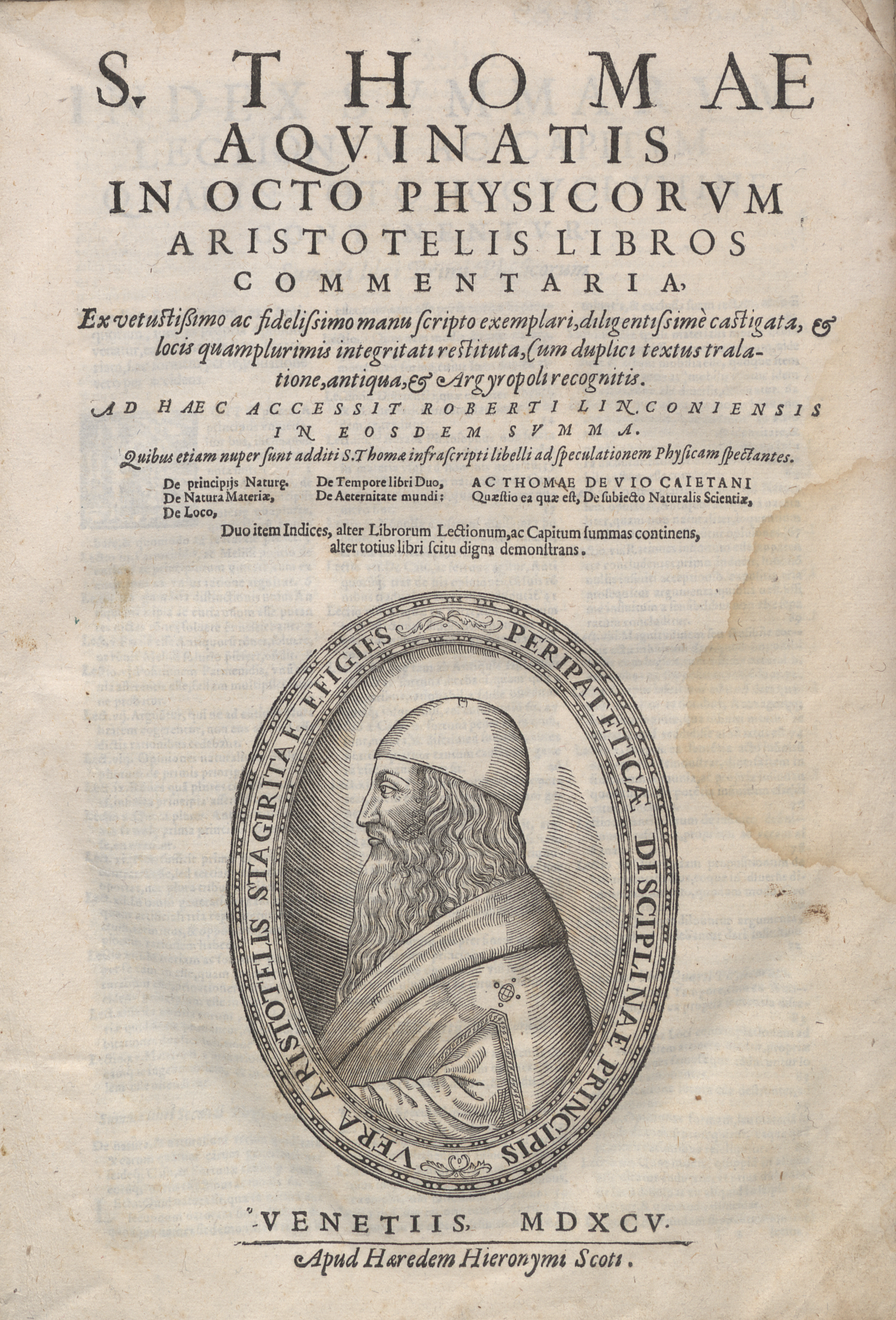
Super Physicam Aristotelis, 1595

Escrits per homes d'església, eren una mena de manuals amb consells i preceptes morals destinats a mostrar als reis com regnar segons la voluntat de Déu. Diversos trets caracteritzen de manera general la instrucció en les obres dels miralls dels prínceps. Els valors virtuosos com per exemple: la valentia, la noblesa, la humilitat, la paciència, la misericòrdia. A més de la formació intel·lectual del rei amb la retòrica, llatí, gramàtica, filosofia i teologia. És a dir, l'objectiu principal era que el rei, per una banda, es deslliurés dels trets immorals de la condició humana a través de l'aprenentatge dels diferents valors morals i, per altra banda, un rei erudit estaria capacitat per exercir en l'administració de la justícia i la política del seu regne.

## Antecedents
Els textos per aconsellar sobirans provenen ja de les primeres cultures, com la literatura sapiencial de la primera antiguitat (instruccions mesopotàmiques, alguns dels sebayt egipcis...) o la filosofia política clàssica, l'obra didàctica Ciropedia que recull l'educació de Cir de Xenofont o les cartes estoiques.

## Espills medievals
La base fonamental del poder estatal dels miralls dels prínceps, el qual es relacionaria amb el gènere Adab, es va originar a la civilització musulmana a partir de la conquesta de Pèrsia. Es van començar a elaborar documents polítics amb l'objectiu d'instruir a les classes governants. L'autor Ibn al-Muqaffa destacaria amb la seva obra Adab menor.
El primer espill de príncep tal com van prosperar a l'edat mitjana va ser la Via Regia, escrita pel monjo benedictí Smaragde de Saint-Mihiel pels volts de l'any 813, i destinat aparentment a Lluís el Pietós quan aquest encara no era emperador. Ramon Llull escrigué cap al 1288 El Llibres de les bèsties, dedicat al rei francès FelipIV per avisar-lo sobre els mals consellers. L'obra El príncep, de Maquiavel (1513), reprèn la tradició formal d'aquest gènere.
Cal destacar que en l'època carolíngia els clergues que s'ocupaven de les funcions administratives molt sovint patien conflictes a causa de la ideologia imperialista dels governats carolingis i els dictats papistes. Raó de les dificultats dels intel·lectuals carolingis a l'hora de presentar les seves teories polítiques. Els autors volien que la imatge del rei fos abans que política, ètica; el consell real no pot trobar millors paladins que els bisbes i càrrecs rellevants dels monestirs. Certament, era un moviment estratègic per a justificar un estat eclesiàstic presidit amb una autoritat temporal més ètica que política. Motiu pel qual en aquesta època el contingut del mirall dels prínceps estava situat al seu present immediat; es limitava a la juxtaposició més o menys literària de les doctrines dels Sants Pares i de la Bíblia amb escàs influx de la filosofia clàssica. D'aquesta manera els miralls dels prínceps es van revelar com un instrument no tan sols per exposar una ètica del governant, sinó per a la teorització i la reivindicació que es desenvoluparia als llargs dels segles en literatura política.

## El mirall de prínceps a Espanya
Part del pensament de la formació dels prínceps es va introduir amb els visigots en la península Ibèrica en el segle vii. En l'obra Liber ludicum (654) es mostra que el rei deu governar amb pietat i misericòrdia i ha de tenir dues virtuts: la justícia i la veritat. A més el seu primer deure és la defensa de la fe catòlica contra els infidels: els jueus i els heretges. A partir d'aquesta època es van originar diversos tractats on es descriuen les virtuts i deures del rei el qual, especialment, ha de témer a Déu. Així mateix, Isidor de Sevilla va desenvolupar els conceptes polítics sobre el bon rei i el tirà en la seva obra Etimologies, on descrivia el tirà com a impiu i immoderat i assenyalava les dues virtuts del bon rei: la justícia i la pietat. Per tant, a partir del Liber ludicum es va desenvolupar el pensament derivat dels diferents textos on es descrivien a més de les virtuts, els drets i deures dels reis; històries sobre la vida d'homes il·lustres, paradigma del rei bo i dolent, el qual va heretar l'alta edat mitjana hispana.
De fet, però, va ser entre els segles xii i xiv quan va arribar el seu desenvolupament complet i es van elaborar nombrosos tractats didàctics sobre el tema. A part dels occidentals, també s'adaptarien i es traduirien obres procedents d'orient com per exemple: el tractat didàctic pseudoaristotèlic (atribuït als ensenyaments d'Aristòtil a Alexandre el Gran) Poridat de Poridades, recopilat en Síria per Yuhhana ibn al-Bitriq i que es traduiria probablement al segle xiii. En aquest mateix període es va començar a elaborar per iniciativa de Ferran III el Llibre dels dotze savis que estaria fonamentada en els vicis i virtuts de tradició occidental; combinació d'elements orientals i occidentals dins d'un mateix mirall de prínceps. Va ser finalitzada al començament del regnat d'Alfons X. L'obra consta de seixanta-sis capítols on destaca la seva primera secció com a tractat dels diferents vicis i virtuts que, concretament, es poden trobar en un príncep. Aquests es defineixen a través de la seva confrontació amb l'oposat: és a dir riquesa i pobresa, justícia i injustícia, etc.
S'ha de tenir en compte que cap a finals del segle xiii s'havia imposat una teoria política fonamentada en la teologia, especialment des dels tractats de Joan Salisbury, Vicent de Beauvais o Sant Tomàs d'Aquino i del seu deixeble Egidi Romà. Els comentaris de les autoritats inspirarien un model de mirall de prínceps de caràcter escolàstic. El tractat d'Egidi De Regimine principum s'uneix a un corrent on es tractava de fer assimilable els ensenyaments dels filòsofs a una ortodòxia cristiana. És probable que la versió llatina o francesa d'aquesta obra inspirés els Càstigs del rei Sanç IV (1299), una obra que reflectiria la situació política del rei a causa de la influència creixent del clergat en la cort. La peculiaritat d'aquesta obra es troba en el fet que està centrada en la tradició occidental proposada per la clerecia i en què en els seus cinquanta capítols està present la tradició salomònica i catoniana relatada a partir d'un pare, el rei, donant consells al seu fill. Així mateix, seria una obra innovadora perquè recercaria una nova estructura: va rebutjar el registre de vicis i virtuts per introduir la concepció trifuncional aristotèlica de la ciència política dividint-la en tres parts; ètica, econòmica i política. Així doncs, va ser amb les reformes polítiques de Sanç IV on la retòrica dels miralls dels prínceps pateix un canvi; conseqüència de la infiltració dels poders dels ordes religiosos per educar als prínceps i a la noblesa. Cap a finals del segle xv es va transformar en una moda literària en forma de poemes dirigits al monarca. Així doncs, els miralls dels prínceps van saber evolucionar en sintonia amb els canvis polítics que es van produir.